# Diogo Queirós
Diogo Lucas Queirós (Matosinhos, 5 gennaio 1999) è un calciatore portoghese, difensore del Dunkerque.

## Caratteristiche tecniche
È un difensore centrale.

## Carriera

### Nazionale
Ha giocato nelle nazionali giovanili portoghesi Under-15, Under-16, Under-17 ed Under-19.
Con la nazionale Under-20 portoghese ha preso parte al Campionato mondiale di calcio Under-20 2019; in seguito ha giocato anche nella nazionale portoghese Under-21, con la quale nel 2021 ha perso la finale degli Europei di categoria.

## Palmarès

### Club

#### Competizioni giovanili
- UEFA Youth League: 1

Porto: 2018-2019

### Individuale
- Squadra del torneo degli Europei Under-21: 1

Ungheria-Slovenia 2021